# Bronco (Fernsehserie)
Bronco ist eine US-amerikanische Westernserie, die zwischen 1958 und 1962 produziert wurde.

## Handlung
Bronco Layne, ein ehemaliger Offizier der konföderierten Armee der Südstaaten kehrt nach Ende des amerikanischen Bürgerkrieges nach Hause zurück. Es erwartet ihn ein ablehnender, ja feindlicher Empfang. Es wird ihm vorgeworfen, als Kriegsgefangener Kameraden an den Norden verraten zu haben. Bronco ist nicht in der Lage, diese Vorwürfe zu widerlegen; so zieht er als Abenteurer gen Westen, wo er u. a. auf Wild Bill Hickok, Billy the Kid und Jesse James trifft.

## Hintergrund
Bronco ist ein Spin-off der Serie Cheyenne. Nachdem sich der Sender im Streit von deren Hauptdarsteller Clint Walker trennte, übernahm Ty Hardin zunächst die Hauptrolle in der Serie Cheyenne als Bronco Layne. Als Clint Walker zur Serie zurückkehrte, erhielt Hardin seine eigene Serie als Bronco. Produziert wurden beide Serien von Warner Brothers Television. Zu den bekannteren Nebendarstellern gehörten u. a. Jack Elam, Denver Pyle, Alan Hale jr., James Coburn, Jack Cassidy und Lee van Cleef. Zu den Regisseuren der Serienfolgen gehörten u. a. André De Toth, Arthur Lubin und Robert Altman.
Von Januar 1967 bis August 1968 wurden im ZDF 26 Folgen gezeigt, 1969 wurden einige Folgen wiederholt:
1. Tod dem Verräter (28. Jan. 1967)
2. Falsches Heldentum (4. März 1967)
3. Es waren drei (1. Apr. 1967)
4. 60 Dollar in Gold (29. Apr. 1967)
5. Verlorene Hoffnung (27. Mai 1967)
6. Der Mann ohne Waffe (17. Juni 1967)
7. Terror (1. Juli 1967)
8. Hochzeit in Painted Rock (19. Aug. 1967)
9. Der Lotse (14. Okt. 1967)
10. Tarnung (21. Okt. 1967)
11. Totenehrung (11. Nov. 1967)
12. Broncos neuer Freund (18. Nov. 1967)
13. Die Verschwörung (3. Feb. 1968)
14. Tausend Rinder (24. Feb. 1968)
15. Der Treck (9. März 1968)
16. Der letzte Brief (23. März 1968)
17. Eines Abends in Abilene (13. Apr. 1968)
18. Anfängerglück (27. Apr. 1968)
19. Flüchtlinge aus Mexiko (11. Mai 1968)
20. Der Vater (1. Juni 1968)
21. Da war keiner ein Held (15. Juni 1968)
22. Der Auftrag (17. Juni 1968)
23. Der Gefangene (29. Juni 1968)
24. Die tote Stadt (20. Juli 1968)
25. Der mißratene Sohn (10. Aug. 1968)
26. Die Reise zu den Seminolen (24. Aug. 1968)